# Thiago Luna
Tiago Luna Brizuela (nacido el 9 de febrero de 1998) es un futbolista profesional argentino que juega como mediocampista en UAI Urquiza.
La carrera de Luna comenzó en Colegiales. Hizo su debut profesional con el técnico Juan Carlos Kopriva en la Primera B Metropolitana en abril de 2019, ingresando durante once minutos en la victoria por 1 a 0 ante Justo José de Urquiza; su siguiente aparición llegó un mes después ante Atlanta, cuando sustituyó a Diego Chávez desde el banco.

## Estadísticas
Actualizado al 10 de octubre de 2022

| Colegiales Argentina | 3.ª                 | 2018-19             | 2  | 0 | 0 | 0 | — | — | 2  | 0 |
| Colegiales Argentina | 3.ª                 | 2019-20             | 6  | 0 | 0 | 0 | — | — | 6  | 0 |
| Colegiales Argentina | 3.ª                 | 2020                | 2  | 0 | 0 | 0 | — | — | 2  | 0 |
| Colegiales Argentina | 3.ª                 | 2021                | 15 | 0 | 0 | 0 | — | — | 15 | 0 |
| Colegiales Argentina | 3.ª                 | 2022                | 22 | 2 | 0 | 0 | — | — | 22 | 2 |
| Colegiales Argentina | Total               | Total               | 47 | 2 | 0 | 0 | 0 | 0 | 47 | 2 |
| Total en su carrera | Total en su carrera | Total en su carrera | 47 | 2 | 0 | 0 | 0 | 0 | 47 | 2 |
| (1) La copa nacional se refiere a la Copa Argentina y Supercopa Argentina . (2) La copa internacional se refiere a la Copa Sudamericana, Recopa Sudamericana, Copa Libertadores y Copa Suruga Bank. |                     |                     |    |   |   |   |   |   |    |   |